# Femke Stoltenborg
Femke Stoltenborg (* 30. Juli 1991 in Winterswijk) ist eine niederländische Volleyball-Nationalspielerin.

## Karriere
Stoltenborg spielte von 2007 bis 2009 bei Longa 59 Lichtenvoorde. In der Saison 2009/10 gewann sie mit HAN Volleybal den niederländischen Supercup. Beim Turnier in Montreux gab sie 2010 ihr Debüt in der niederländischen Nationalmannschaft. Anschließend wechselte sie zum TVC Amstelveen. Im November 2011 verpflichtete der deutsche Bundesligist Dresdner SC die Zuspielerin, um auf dieser Position eine Alternative zu Mareen Apitz und der jungen Magdalena Gryka zu haben. 2012 wechselte Stoltenborg zum Ligakonkurrenten Aurubis Hamburg. Nach einer Saison in Hamburg ging sie 2013 zu den Ladies in Black Aachen. Mit Aachen erreichte sie 2014 das Halbfinale um die deutsche Meisterschaft; es war der größte Erfolg der Vereinsgeschichte. Anschließend wechselte die Niederländerin zum italienischen Erstligisten Volley 2002 Forlì. 2015 wurde sie mit den Niederlanden im eigenen Land Vizeeuropameisterin. In der Saison 2015/16 spielte Stoltenborg wieder in der Bundesliga bei Allianz MTV Stuttgart und wurde Vizemeisterin. Bei den Olympischen Spielen in Rio de Janeiro erreichte sie mit der Nationalmannschaft den vierten Platz. Nachdem ein geplanter Wechsel nach Russland gescheitert war und Stoltenborg in Papendal trainiert hatte, kehrte sie im Dezember 2016 zurück zu den Ladies in Black Aachen. 2017 wurde sie mit der Nationalmannschaft erneut Vizeeuropameisterin. Danach wechselte sie wieder nach Stuttgart und wurde hier 2018 deutsche Vizemeisterin. 2018/19 wurde sie mit Budowlani Łódź polnische Vizemeisterin und 2019/20 mit CS Volei Alba-Blaj rumänische Meisterin. Anschließend kehrte Stoltenborg in die deutsche Bundesliga zurück und spielte seit 2020 beim SSC Palmberg Schwerin, mit dem sie 2021 den DVV-Pokal gewann. 2022 beendete sie ihre Karriere.